# Целуйкі
Целуйкі (пол. Cełujki) — село в Польщі, у гміні Біла Підляська Більського повіту Люблінського воєводства. Населення — 275 осіб (2011).

## Історія
За даними етнографічної експедиції 1869—1870 років під керівництвом Павла Чубинського, у селі переважно проживали греко-католики, які розмовляли українською мовою.
У 1975—1998 роках село належало до Білопідляського воєводства.

## Демографія
Демографічна структура станом на 31 березня 2011 року:
|          | Загалом | Допрацездатний вік | Працездатний вік | Постпрацездатний вік |
| -------- | ------- | ------------------ | ---------------- | -------------------- |
| Чоловіки | 135     | 41                 | 72               | 22                   |
| Жінки    | 140     | 51                 | 57               | 32                   |
| Разом    | 275     | 92                 | 129              | 54                   |